# Orthetrum taeniolatum
Orthetrum taeniolatum е вид водно конче от семейство Libellulidae. Видът не е застрашен от изчезване.

## Разпространение
Разпространен е в Афганистан, Бангладеш, Бутан, Гърция (Егейски острови), Израел, Индия (Андхра Прадеш, Аруначал Прадеш, Бихар, Гуджарат, Делхи, Джаму и Кашмир, Западна Бенгалия, Карнатака, Керала, Мадхя Прадеш, Махаращра, Нагаланд, Пенджаб, Раджастан, Сиким, Тамил Наду, Утаракханд, Химачал Прадеш и Чхатисгарх), Йордания, Ирак, Иран, Кипър, Китай (Тибет, Хайнан и Чунцин), Ливан, Непал, Оман, Пакистан, Палестина, Саудитска Арабия, Сирия и Турция.